# 境町中央公民館
境町中央公民館（さかいまち ちゅうおうこうみんかん）は、茨城県猿島郡境町に設置されている公民館である。

## 概要
1984年（昭和59年）7月1日に竣工し、講堂をはじめ図書室などが設けられている文化活動施設である。隣接して境町役場が所在している。

## 施設
1階
- 和室
- 講堂
- 事務室
- トイレ
- 図書室
- ホール

2階
- 小会議室
- 研修室
- 倉庫
- トイレ
- 映写室

## 図書室
公民館1階の一角に図書室が設けられている。貸出カードの発行には申込書の提出および身分証明書の提示が必要であり、町外の在住者については窓口にて要相談である。なお、小学生が貸出カードの発行を希望する場合、保護者同伴での申し込みまたは保護者の申請が必要となっており、小学生のみでの貸出カードの発行は行っていない。申請に際し必要なものは申込書および住所を確認できるものである。
2008年（平成20年）3月31日時点でのカード登録者数は4,882人となっており、人口の約19％が資料貸出を利用している。蔵書数について2008年（平成20年）3月31日時点では37,376冊、2011年（平成23年）3月末時点では39,623冊となっている。室内の閲覧席数は25席で、貸出冊数は映像資料を含め3点となっている。
また、以前は午前10時から午後5時までの利用時間であったが、2014年（平成26年）8月1日より開室時間が午前9時から午後7時までに延長されている。
休室日
- 毎週月曜日（祝日の場合は翌平日）
- 年末年始
- 特別整理期間

開室時間
- 9:00 ~ 19:00

## 所在地
- 〒306-0433
- 茨城県猿島郡境町（大字境）395-1

## 交通
- 東北本線古河駅より朝日バス「境車庫・境町（乗車約40分）」行きに乗車、「境小学校前」バス停にて下車。
- 東武伊勢崎線東武動物公園駅より朝日バス「境車庫（乗車約40分）」行きに乗車、「境町役場入口」バス停にて下車。

## 周辺・関連項目
- 境町役場
- 境町立境小学校
- 住吉町公民館
- 坂花町公民館
- 道の駅さかい
- 茨城百景記念公園
- さくらの森パーク